# Gemenebest van Naties
Het Gemenebest van Naties (Engels: Commonwealth of Nations), voorheen het Brits Gemenebest, is een vrijwillig samenwerkingsverband van 56 onafhankelijke soevereine staten, met de Britse koning Charles III als symbolisch hoofd. De staten die lid zijn van het Gemenebest worden zelf aangeduid als gemenebestland of commonwealth.

## Definitie
Het Engelse begrip commonwealth betekent letterlijk vertaald "gemeenschappelijk belang" (Dit is een weergave van het Latijnse res publica, "Wealth" heeft hier dus niets met rijkdom te maken, maar is verwant aan de Engelse woorden "well" en "welfare"). Officieel staat aan het hoofd van het Brits Gemenebest de koning van het Verenigd Koninkrijk, koning Charles III, hoewel hij nu niet meer het staatshoofd van elk van de lidstaten hoeft te zijn. De landen waarvan hij nog wel staatshoofd is, worden commonwealth realms genoemd.
Van de lidstaten hebben er vijftien koning Charles III als staatshoofd, 36 zijn republieken en vijf hebben hun eigen lokale monarchen.
Meestal als er van "Het Gemenebest" gesproken wordt, wordt het Brits Gemenebest bedoeld. Deze naam is echter eigenlijk al verouderd, maar wordt in het dagelijks taalgebruik nog steeds gebruikt om onderscheid te maken met andere verbintenissen die een gemenebest vormen.

## Lidmaatschap
Het Gemenebest bestaat uit het Verenigd Koninkrijk en de meeste van zijn voormalige koloniën en mandaatgebieden.
Opmerkelijk is dat Mozambique in 1995 toetrad tot het Britse Gemenebest. Het was voor het eerst dat een land dat geen Britse kolonie was geweest, lid werd van het Gemenebest. De reden was dat Mozambique omringd wordt door Engelstalige Gemenebestlanden, waarmee het nauwer wilde samenwerken. Om soortgelijke geografische redenen zijn het Portugeestalige Guinee-Bissau en het Spaanstalige Equatoriaal-Guinea toegetreden tot de Francophonie. Overigens was ook Namibië nooit een kolonie of mandaatgebied van het Verenigd Koninkrijk: als Zuidwest-Afrika was het een mandaatgebied waarvan het bestuur door de Volkenbond aan Zuid-Afrika was toevertrouwd. Rwanda trad eind 2009 toe maar was evenmin ooit een Britse kolonie.
Ten gevolge van de tegenstand die de apartheidspolitiek bij de andere leden opriep, was Zuid-Afrika van 1961 tot 1994 geen lid van het Gemenebest. Het lidmaatschap van Zimbabwe werd in 2002 opgeschort wegens het beleid van Robert Mugabe ten aanzien van de blanke minderheid en de oppositie, waarna het land zich in 2003 uit de organisatie terugtrok. Andere leden waarvan het lidmaatschap in het verleden wegens schendingen van de mensenrechten of staatsgrepen werd opgeschort, zijn Pakistan (1999-2004), Fiji (1987-1997 en sinds 2009) en Nigeria (1995-1999).
Oorspronkelijk was ook Ierland lid van het Gemenebest, tot het in 1949 een republiek werd. Op dat ogenblik was het lidmaatschap van het Gemenebest niet verenigbaar met een republikeinse staatsvorm: alle lidstaten werden toen nog door een personele unie met de Britse monarch verbonden. Hoewel deze regel later werd afgeschaft, diende Ierland naderhand geen nieuwe aanvraag voor het lidmaatschap in.
In 2007 werd het lidmaatschap van Pakistan tijdelijk opgeheven nadat Pervez Musharraf ondanks internationale druk weigerde de noodtoestand in te trekken die hij afkondigde om tot president herkozen te worden.
Op 2 oktober 2013 kondigde Gambia aan met onmiddellijke ingang uit het Gemenebest te stappen, omdat het een "neokoloniale instelling" zou zijn.
Op 18 februari 2018 is Gambia opnieuw toegetreden tot het Gemenebest.
Op 25 juni 2022 zijn Togo en Gabon toegetreden tot het Gemenebest, ondanks dat geen van beide een historische band hebben met het Gemenebest. Beide landen zijn voormalige Franse kolonies, en werden onafhankelijk van Frankrijk in de jaren 1960.

### Lidstaten
- Antigua en Barbuda (1 november 1981)
- Australië (11 december 1931)
- Bahama's (10 juli 1973)
- Bangladesh (18 april 1972)
- Barbados (30 november 1966)
- Belize (21 september 1981)
- Botswana (30 september 1966)
- Brunei (1 januari 1984)
- Canada (11 december 1931)
- Cyprus (13 maart 1961)
- Dominica (3 november 1978)
- Fiji (10 oktober 1970)
- Gabon (25 juni 2022)
- Gambia (18 februari 1965 – 2 oktober 2013, opnieuw toegetreden in 2018)
- Ghana (6 maart 1957)
- Grenada (7 februari 1974)
- Guyana (26 maart 1966)
- India (15 augustus 1947)
- Jamaica (6 augustus 1962)
- Kameroen (13 november 1995)
- Kenia (12 december 1963)
- Kiribati (12 juli 1979)
- Lesotho (4 oktober 1966)
- Malawi (6 juli 1964)
- Malediven (1982-2016, 2020-)
- Maleisië (16 september 1963)
- Malta (21 september 1964)
- Mauritius (12 maart 1968)
- Mozambique (13 november 1995)
- Namibië (21 maart 1990)
- Nauru (1 november 1968)
- Nieuw-Zeeland (11 december 1931)
- Nigeria (1 oktober 1960)
- Oeganda (9 oktober 1962)
- Pakistan (14 augustus 1947 – 1971, opnieuw toegetreden in 1989)
- Papoea-Nieuw-Guinea (16 september 1975)
- Rwanda (28 november 2009)
- Saint Kitts en Nevis (19 september 1983)
- Saint Lucia (22 februari 1979)
- Saint Vincent en de Grenadines (27 oktober 1979)
- Samoa (28 augustus 1970)
- Seychellen (29 juni 1976)
- Sierra Leone (27 april 1961)
- Singapore (15 oktober 1965)
- Salomonseilanden (7 juli 1978)
- Sri Lanka (4 februari 1948)
- Swaziland (6 september 1968)
- Tanzania (26 april 1964)
- Togo (25 juni 2022)
- Tonga (4 juni 1970)
- Trinidad en Tobago (31 augustus 1962)
- Tuvalu (1 oktober 1978)
- Vanuatu (30 juli 1980)
- Verenigd Koninkrijk (11 december 1931)
- Zambia (24 oktober 1964)
- Zuid-Afrika (11 december 1931 – 1961, opnieuw toegetreden in 1994)

### Voormalige lidstaten
- Ierland (11 december 1931 - 18 april 1949)
- Zimbabwe (1 oktober 1980 - 7 december 2003)